# Helstrup Sogn
Helstrup Sogn er et sogn i Randers Søndre Provsti (Århus Stift).
I 1800-tallet var Helstrup Sogn og Grensten Sogn annekser til Øster Velling Sogn. Alle 3 sogne hørte til Middelsom Herred i Viborg Amt. Øster Velling-Helstrup-Grensten sognekommune blev ved kommunalreformen i 1970 indlemmet i Langå Kommune. Den blev ved strukturreformen i 2007 delt, men disse 3 sogne blev indlemmet i Randers Kommune.
I Helstrup Sogn ligger Helstrup Kirke.
I sognet findes følgende autoriserede stednavne:
- Helstrup (bebyggelse, ejerlav)
- Helstrup Mark (bebyggelse)